# Freatto
Freatto (in greco antico: Φρεαττύς? in Pausania il Periegeta; Φρεαττώ e Φρεαττώς sono nominativi ricostruiti; le forme attestate nei vari autori sono ἐν Φρεα(τ)τοῖ, "a Freatto", e ἐν Φρεά(τ)του, "nel santuario di Freato") era un tribunale dell'antica Atene.
Gran parte delle fonti antiche pone il Freatto genericamente sulla costa attica; Pausania il Periegeta lo pone presso il Pireo; Douglas Maurice MacDowell, in base a due voci delle Lexeis Rhetorikai, suppone che si trovasse presso Zea.
Non si conoscono processi avvenuti a Freatto. Aristotele stesso pare affermare che "in tutto ci sono stati pochi casi anche nelle grandi città" e il fatto che utilizzi l'espressione "come si dice che ad Atene sia il tribunale a Freatto" sembra implicare che nemmeno lui conoscesse alcun caso ivi giudicato.

## Modalità di processo
Demostene, che faceva risalire l'istituzione del tribunale a Dracone, riporta che veniva processato a Freatto chi, "dopo essere stato esiliato per un omicidio involontario, prima che i suoi accusatori l'abbiano perdonato, viene accusato di aver commesso un altro omicidio intenzionalmente". Probabilmente questo omicidio intenzionale poteva essere stato commesso o prima dell'esilio oppure in esilio ai danni di un cittadino ateniese. Bisogna però notare che Aristotele parla genericamente di omicidio, non di omicidio intenzionale.
Riguardo allo svolgimento del processo, Demostene riporta che i giudici si riunivano sulla spiaggia di Freatto, l'imputato si avvicinava alla costa con una nave e parlava restando su di essa, senza contaminare in alcun modo il suolo attico col suo contatto (quindi non gettava né un'ancora né una scala), poi i giudici emettevano il verdetto e l'imputato se giudicato colpevole subiva la pena stabilita, se giudicato innocente tornava in esilio.
Non si sa se fosse possibile estradare una persona in esilio affinché fosse processata a Freatto; è però possibile che l'esiliato si recasse volontariamente al processo perché, se non fosse stato assolto, non avrebbe potuto rientrare in Attica alla fine dell'esilio per l'omicidio involontario.

## Ipotesi sull'istituzione
Secondo l'ipotesi di J.C. Miles il Freatto giudicava su tutti gli omicidi che, compiuto un omicidio mentre erano all'estero, venivano estradati in Attica; questa ipotesi non ha trovato molti sostenitori.
Secondo l'ipotesi di Ernst Heitsch il Freatto su istituito da Dracone per tutelare gli omicidi esiliati, che in questo modo avrebbero potuto difendersi da eventuali sicari e, nel caso giungesse ad ucciderli, giustificarsi presso il Freatto.